# Danny Chludil
Danny Chludil (* 19. června 2006, Praha) je český hokejový útočník hrající za tým HC Kometa Brno v Tipsport extralize.

## Statistiky

### Klubové statistiky
| Sezóna      | Klub           | Soutěž |   | Základní část | Základní část | Základní část | Základní část | Základní část |   | Play off | Play off | Play off | Play off | Play off |
| Sezóna      | Klub           | Soutěž | Z | G             | A             | B             | TM            | Z             | G | A        | B        | TM       |          |          |
| 2024/25     | HC Kometa Brno | ČHL-20 |   |               |               |               |               |               |   |          |          |          |          |          |
| 2024/25     | HC Kometa Brno | ČHL    |   |               |               |               |               |               |   |          |          |          |          |          |
| ČHL celkově |                |        |   |               |               |               |               |               |   |          |          |          |          |          |

### Reprezentace
| Rok                       | Tým                       | Soutěž                    | Z | G | A | B | TM |
| ------------------------- | ------------------------- | ------------------------- | - | - | - | - | -- |
| 2023                      | Česko 18                  | HG-18                     | 2 | 0 | 1 | 1 | 0  |
| Juniorská kariéra celkově | Juniorská kariéra celkově | Juniorská kariéra celkově | 2 | 0 | 1 | 1 | 0  |